# Авіньйонські дівиці
«Авіньйонські дівиці» — велика олійна картина, створена в 1907 році іспанським художником Пабло Пікассо.

## Сприйняття картини
Картина Пабло Пікассо є частиною постійної колекції Музею сучасного мистецтва в Нью-Йорку. На ній зображено п'ять оголених жінок-повій у будинку розпусти в Барселоні. Кожна фігура зображена в неспокійній конфронтаційній манері, і жодна з них не є традиційно жіночною. Жінки виглядають злегка загрозливими і подаються з кутовими та роз'єднаними частинами тіла. Фігура ліворуч демонструє риси обличчя та сукні єгипетського або південноазійського стилю. Дві сусідні фігури показані в іберійському стилі рідної Пікассо Іспанії, тоді як дві праворуч — з африканськими рисами, схожими на маски. Етнічний примітивізм, на думку Пікассо, спонукав його «звільнити цілком оригінальний художній стиль переконливої, навіть дикої сили». У цій адаптації примітивізму та відмові від перспективи Пікассо робить відхід від традиційного європейського живопису. Ця протокубістична робота вважається основоположною для розвитку кубізму.
Твір був суперечливим і привів до розбіжностей навіть серед найближчих сподвижників та друзів живописця. Матісс вважав твір поганим жартом, проте опосередковано відреагував на нього у своїх «Купальниках з черепахою» 1908 року. Жорж Брак теж спочатку не любив картину, але, можливо, більше, ніж хтось інший, вивчав твір дуже детально. Подальша співпраця з Пікассо призвели до кубістичної революції. Його схожість із «Купальниками» Сезанна, статуєю Поля Гогена «Овірі» та «відкриття П'ятої печаті» Ель Греко широко обговорювалася критиками.
Під час першої виставки 1916 року картина вважалася аморальною. Робота, написана в майстерні Пікассо на Монмартрі, в Парижі, була вперше побачена публічно в Антонському салоні у липні 1916 року на виставці, організованій поетом Андре Сальмоном. Саме на цій виставці Сальмон перейменував картину у нинішню, менш скандальну назву спочатку обраної Пікассо «Бордель Авіньйона».

## Передумови та розвиток
Пікассо виявився важливим художником протягом першого десятиліття XX століття. Він прибув до Парижу з Іспанії приблизно на межі XIX і XX століть як амбіційний художник, щоб створити собі ім'я. Протягом декількох років він чергував життя і працю в іспанській місцевості з частими поїздками до Парижу. 1904 року він повністю оселився в Парижі, створив кілька студій. У період з 1901 по 1904 рік Пікассо почав добиватися визнання за свої картини «Блакитного періоду». В основному це були зображення бідності та зневіри, засновані на сценах, які він бачив в Іспанії та Парижі на межі століть. Суб'єкти включали нежиттєві сім'ї, сліпих людей; інші картини зображували його друзів, але найбільше виражали відчуття відчаю.
З 1904 по 1907 рік Пікассо пережив Період троянд, який вніс у його творчість сильний елемент чуттєвості. Зображення акробатів, артистів цирку та театральних персонажів періоду Троянд подано в більш теплих, яскравих кольорах, і вони набагато радісніші у зображеннях богемного життя в паризькому авангарді та його околицях. Пікассо мав подальший успіх завдяки своїм картинам великих оголених жінок, монументальних скульптурних фігур, які нагадували роботу Поля Гогена та виявляли його інтерес до примітивних (африканських, мікронезійських, корінних американців) мистецтв. Він почав виставляти свої роботи в галереях Берте Вайль (1865—1951) та Амбруаза Воллара (1866—1939), швидко завойовуючи репутацію та прихильників серед мистецьких спільнот Монмартра та Монпарнасу.
Пікассо став улюбленцем американських колекціонерів мистецтва Гертруди Стайн та її брата Лео близько 1905 року. Старший брат Стайнів Майкл і його дружина Сара також стали колекціонерами його творів. Пікассо писав портрети Гертруди Стайн та її небіжа Аллана Стайна. Гертруда Стайн почала купувати картини Пікассо та демонструвати їх у неформальному салоні у своєму будинку в Парижі. На одному з її зборів у 1905 році він познайомився з Анрі Матіссом (1869—1954), котрий мав стати в ті часи його головним суперником, хоча в наступні роки був близьким другом. Стайн познайомив Пікассо з Кларібел Коне (1864—1929) та її сестрою Еттою Коне (1870—1949), американськими колекціонерами мистецтва, які почали купувати картини Пікассо та Матісса. Зрештою Лео Стайн переїхав до Італії, а Майкл і Сара Стайни стали важливими покровителями Матісса, тоді як Гертруда Стайн продовжувала збирати полотна Пікассо.

## Вплив
Хоча «Авіньйонські дівиці» мали величезний і глибокий вплив на сучасне мистецтво, його вплив не був негайним, і картина пробула в майстерні Пікассо довгі роки. Спочатку про роботу знали лише близькі кола художників, дилерів, колекціонерів та друзів Пікассо. Після пізнього літа 1907 року Пікассо та його давня кохана Фернанде Олів'є (1881—1966) розлучилися. Повторне фарбування двох голів з правого краю картини викликало припущення, що це свідчить про розкол між Пікассо та Олів'є. Незважаючи на те, що вони згодом возз'єдналися на певний час, відносини закінчилися у 1912 році

Картина буде виставлена лише в 1916 році і не була широко визнана революційним досягненням до початку 1920-х років, коли Андре Бретон (1896—1966) опублікував роботу.
За словами Річардсона, Матісс розгнівався, побачивши «Авіньйонських дівиць» у студії Пікассо. Він розглядав картину як спробу висміяти сучасний рух; він обурився, знайшовши свою сенсаційну Блакитну ню, наздогнану «огидними» повіями Пікассо. Він поклявся змусити Пікассо благати про милість.

## Публічний погляд та назва
З 16 по 31 липня 1916 року Авіньйонські дівиці вперше виставлялися публіці на виставці, організованій Андре Сальмоном. Виставковий простір на вулиці Антін, 26, орендував відомий кутюр'є та колекціонер мистецтва Поль Пуаре. Кубісти демонстрували у галереї Пуаре оголених жінок, розсіяні частини яких представлені у всіх чотирьох кутах полотна: тут око, там вухо, там рука, нога зверху, рот знизу. Пабло Пікассо намалював п'ять жінок, котрих, якщо сказати правду, усіх зламали, і все ж їх кінцівки якимось чином вдається тримати разом. Більше того, у них обличчя з недбало блукаючими очима над вухами. Захоплений любитель мистецтва запропонував художнику 20 000 франків за цей шедевр. Пікассо хотів більшого. Любитель мистецтв не наполягав.
Пікассо по-різному намалював кожну з фігур у картині. Жінка, яка смикає завісу вгорі праворуч, зображена важкою фарбою. Складена з гострих геометричних фігур, її голова є найсуворішою кубістською з усіх п'яти. Здається, завіса частково вливається в її тіло. Кубістська голова фігури, що присідає (внизу праворуч), зазнала принаймні двох ревізій від іберійської фігури до її поточного стану. Здається, її також намалювали з різних точок зору, створюючи заплутану фігуру. Жінка над нею досить чоловіча, з темним обличчям і квадратними грудьми. Вся картина виконана у двовимірному стилі, із занедбаною перспективою.

Наприкінці першого тому тритомної біографії Пікассо: Життя Пікассо. The Prodigy, 1881—1906, Джон Річардсон каже:
 Виконання цієї картини зробило б драматичну кульмінацію цих сторінок. Однак це означатиме, що велика революційна робота Пікассо є висновком до всього, що було раніше… Як ми побачимо в майбутньому, він встановив новий зображувальний синтаксис; це дозволило людям сприймати речі новими очима, новим розумом, новим усвідомленням. Les Demoiselles d'Avignon — це перший шедевр XX століття, головний детонатор сучасного руху, наріжний камінь мистецтва XX століття. Це розчистило шлях кубізму. Це також прогнало демонів художника. Пізніше ці демони повернуться і потребуватимуть подальшого вигнання. Однак протягом наступного десятиліття Пікассо почуватиметься таким же вільним, креативним і «таким перевтомленим», як Бог.
Сюзанна Престон Блієр розповідає про історію та значення картини у книзі 2019 року по-іншому, що спирається на її африканський мистецький досвід та низку нововиявлених джерел, які вона виявила. Блієр звертається до картини не як до простої сцени, а як до інтерпретації Пікассо різноманітності жінок з усього світу, з якими Пікассо частково зіткнувся через фотографії та скульптури, побачені в ілюстрованих книгах. Ці уявлення, як стверджує Блієр, є центральними для розуміння створення картини і допомагають ідентифікувати дівиць як світових діячів — матерів, бабусь, коханок та сестер, що живуть у колоніальному світі, в якому жив Пікассо. Вона каже, що Пікассо возз'єднав цих різноманітних жінок разом у цій дивній печерній обстановці як своєрідну глобальну «машину часу» — кожна жінка посилається на іншу епоху, місце походження та супутній художній стиль, як частина епох людини, важлива для нового століття, в якій основні теми еволюції відігравали все більшу роль. З'єднання матерів кожної «раси» в цих еволюційних рамках людини, зазначає Блієр, також становить більшу «філософію», що лежить в основі оригінального філософського заголовка картини — викликаючи потужний «безлад» і «складну ситуацію», які Пікассо досліджував у цій роботі. На відміну від Лео Штейнберга та Вільяма Рубіна, які стверджували, що Пікассо у двох праворуких дівиць перефарбував обличчя африканськими масками у відповідь на кризу, що виникла через більший страх перед смертю або жінками, рання фотографія картини в студії Пікассо показує, що художник змальовував африканські маски на цих жінках з самого початку, що відповідало їх особистості як родоначальниці цих рас. Блієр стверджує, що картина в основному була завершена за одну ніч після дебатів про філософію з друзями в місцевій паризькій броварні.

## Купівля
Жак Дусет бачив картину в Антонському салоні, але придбав Les Demoiselles, не просячи Пікассо розгорнути її у своїй майстерні, щоб він міг побачити її знову. Пізніше Андре Бретон описав цю операцію: Я пам'ятаю той день, коли він купив картину у Пікассо, який, як це не здається дивним, навіть не чинив опору, коли ціну встановили у 25 000 франків: «Ну, тоді домовились, Пікассо». Потім Дусет сказав: «Ви будете отримувати 2000 франків на місяць, починаючи з наступного місяця, поки не буде досягнуто суми 25 000 франків». Дусет заплатив 30 000 франків — більше погодженої ціни. Через кілька місяців після покупки Дусет оцінив картину в межах від 250 000 до 300 000 франків. Річардсон припускає, що Пікассо, який до 1924 року був на вершині світового мистецтва, і йому не потрібно було продавати картину, зробив це за низькою ціною, тому що Дусет обіцяв картину передати до Лувру за своїм заповітом. Однак після смерті в 1929 році він не залишив картину Лувру за заповітом, і вона була продана, як і більшість колекцій, через приватних дилерів.
У листопаді 1937 року в галереї мистецтв Jacques Seligman & Co. у Нью-Йорку відбулася виставка «20 років в еволюції Пікассо, 1903—1923», до якої входили «Авіньйонські дівиці». Музей сучасного мистецтва придбав картину за 24 000 доларів. Музей зібрав 18 000 доларів на придбання, продавши картину Едґара Дега, а решту — за рахунок пожертв співвласників галереї Жермена Селігмана та Сезара де Хоке.
Музей сучасного мистецтва в Нью-Йорку призначив виставку робіт Пікассо на 15 листопада 1939 року. Вона залишалася відкритою до 7 січня 1940 року. Виставку під назвою Пікассо: 40 років його мистецтва організував Альфред Х. Барр (1902—1981) у співпраці з Мистецьким інститутом Чикаго. Виставка представила 344 роботи, серед яких була нещодавно намальована Герніка, а також Авіньйонські дівиці

## Спадщина
У липні 2007 року Newsweek опублікував статтю на двох сторінках про «Авіньйонських дівиць», описуючи її як «найвпливовіший витвір мистецтва за останні 100 років». Мистецтвознавець Голланд Коттер стверджував, що Пікассо «змінив історію цим твором. Він замінив доброякісний ідеал класичного ню на нову расу сексуально озброєних та небезпечних істот»
Картина продемонстрована в телевізійному серіалі «Геній», який зосереджує увагу на житті та творчості Пікассо.

## Малярні матеріали
2003 року експертиза картини за допомогою рентгенівської флуоресцентної спектроскопії, проведена в Музеї сучасного мистецтва, підтвердила наявність таких пігментів: свинцево-білий, кістково-чорний, верміліон, кадмієво-жовтий, кобальтово-синій, смарагдово-зелений та земляні пігменти (наприклад, коричнева вохра), що містять залізо.